# 2013年アジアインドア・マーシャルアーツゲームズ
2013年アジアインドア・マーシャルアーツゲームズ（2013ねんアジアインドア・マーシャルアーツゲームズ、4th Asian Indoor-Martial Arts Games、AIMAG 2013）は、韓国・仁川で開催された第4回アジアインドア・マーシャルアーツゲームズ。

## 開催までの経緯
2011年にアジアインドアゲームズ（アジア室内競技大会）がカタール・ドーハ開催にてされる予定であったが、諸般の事情から開催を返上し中止。その後、アジアマーシャルアーツゲームズ（アジア格闘技大会）との統合で新設された大会として2013年に改めて開かれることが決まり、ドーハはその後統合した大会の開催も返上。2011年カザフスタン・アスタナで開催されたOCA総会で韓国・仁川での2013年統合大会の開催が決定した。この際OCAは「第4回アジアインドア・マーシャルアーツゲームズ（4th Asian Indoor-Martial Arts Games）」と言う名称を使用したため、アジアインドアゲームズからの回号を継承することが明らかになった。

## 実施競技
| - ビリヤード - ボウリング - ダンススポーツ - チェス | - エレクトロニック・スポーツ - 囲碁（詳細） - フットサル - 室内カバディ | - キックボクシング - クラッシュ - ムエタイ - 短水路水泳 |

## 大会スローガン
- Let's shine together